# Rio Buzoel
O Rio Buzoel é um rio da Romênia afluente do Rio Buzău, localizado no distrito de Brăila.